# Campeonato Mundial e Europeu de Hóquei em Patins Masculino de 1953
O Campeonato Europeu de 1953 foi a 9.ª edição do Campeonato do Mundo de Hóquei em Patins e simultaneamente a 19.ª edição do Campeonato Europeu de Hóquei em Patins.

## Participantes
| País               | Participação (Mundial) | Participação (Europeu) | Melhor Resultado (Mundial)              | Melhor Resultado (Europeu)                                            |
| Portugal           | 9.ª                    | 14.ª                   | Campeão (1947, 1948, 1949, 1950 e 1952) | Campeão (1947, 1948, 1949, 1950 e 1952)                               |
| Itália             | 9.ª                    | 17.ª                   | 2.º Lugar (1936, 1939, 1950 e 1952)     | 2.º Lugar (1936, 1939, 1950 e 1952)                                   |
| Espanha            | 7.ª                    | 7.ª                    | Campeão (1951)                          | Campeão (1951)                                                        |
| Bélgica            | 9.ª                    | 19.ª                   | 2.º Lugar (1947)                        | 2.º Lugar (1947)                                                      |
| Holanda            | 6.ª                    | 6.ª                    | 5.º Lugar (1952)                        | 5.º Lugar (1952)                                                      |
| França             | 9.ª                    | 19.ª                   | 5.º Lugar (1939)                        | 2.º Lugar (1926, 1927, 1928, 1930 e 1931)                             |
| Inglaterra         | 9.ª                    | 19.ª                   | Campeão (1936 e 1939)                   | Campeão (1926, 1927, 1928, 1929, 1930, 1931, 1932, 1934, 1936 e 1939) |
| Suíça              | 9.ª                    | 19.ª                   | 3.º Lugar (1950)                        | 2.º Lugar (1937)                                                      |
| Egito              | 4.ª                    | África                 | 8.º Lugar (1948)                        | x                                                                     |
| Dinamarca          | 3.ª                    | 3.ª                    | 10.º Lugar (1952)                       | 10.º Lugar (1952)                                                     |
| Alemanha Ocidental | 5.ª                    | 15.ª                   | 5.º Lugar (1936, 1939 e 1951)           | 2.º Lugar (1932 e 1934)                                               |
| Brasil             | Estreia                | América                | -                                       | x                                                                     |
| Irlanda            | 2.ª                    | 2.ª                    | 10.º Lugar (1951)                       | 10.º Lugar (1951)                                                     |
| ------------------ | ---------------------- | ---------------------- | --------------------------------------- | --------------------------------------------------------------------- |

## Fase Grupos
A 1.ª fase da competição consistiu em dividir as equipas em 2 grupos num sistema de liguilha. Os 2 primeiros classificados de cada grupo disputaram a poule final para apuramento de campeão.

## Grupo A
|            | Portugal | Espanha | Inglaterra | Países Baixos | Brasil | República da Irlanda | Egito (1952) |
| ---------- | -------- | ------- | ---------- | ------------- | ------ | -------------------- | ------------ |
| Portugal   |          | 1-1     | 3-0        | 7-2           | 8-0    | 10-0                 | 4-1          |
| Espanha    |          |         | 3-1        | 2-2           | 7-0    | 10-1                 | 11-0         |
| Inglaterra |          |         |            | 4-2           | 7-1    | 9-1                  | 11-3         |
| Holanda    |          |         |            |               | 6-4    | 5-0                  | 5-1          |
| Brasil     |          |         |            |               |        | 2-2                  | 4-2          |
| Irlanda    |          |         |            |               |        |                      | 4-2          |
| Egito      |          |         |            |               |        |                      |              |

| CI. | Equipa     | Pts | J | V | E | D | GM | GS | DG  |
| --- | ---------- | --- | - | - | - | - | -- | -- | --- |
| 1.º | Portugal   | 11  | 6 | 5 | 1 | 0 | 33 | 4  | 29  |
| 2.º | Espanha    | 10  | 6 | 4 | 2 | 0 | 34 | 5  | 29  |
| 3.º | Inglaterra | 8   | 6 | 4 | 0 | 2 | 32 | 13 | 19  |
| 4.º | Holanda    | 7   | 6 | 3 | 1 | 2 | 22 | 18 | 4   |
| 5.º | Brasil     | 3   | 6 | 1 | 1 | 4 | 11 | 32 | -21 |
| 6.º | Irlanda    | 3   | 6 | 1 | 1 | 4 | 8  | 38 | -30 |
| 7.º | Egito      | 0   | 6 | 0 | 0 | 6 | 9  | 39 | -30 |

### Grupo B
|                    | Itália | Suíça | Bélgica | Alemanha | França | Dinamarca |
| ------------------ | ------ | ----- | ------- | -------- | ------ | --------- |
| Itália             |        | 2-2   | 2-1     | 6-3      | 3-1    | 13-1      |
| Suíça              |        |       | 0-4     | 4-1      | 2-1    | 8-0       |
| Bélgica            |        |       |         | 0-4      | 5-0    | 12-0      |
| Alemanha Ocidental |        |       |         |          | 3-1    | 8-3       |
| França             |        |       |         |          |        | 3-2       |
| Dinamarca          |        |       |         |          |        |           |

| CI. | Equipa             | Pts | J | V | E | D | GM | GS | DG  |
| --- | ------------------ | --- | - | - | - | - | -- | -- | --- |
| 1.º | Itália             | 9   | 5 | 4 | 1 | 0 | 26 | 8  | 18  |
| 2.º | Suíça              | 7   | 5 | 3 | 1 | 1 | 16 | 8  | 8   |
| 3.º | Bélgica            | 6   | 5 | 3 | 0 | 2 | 22 | 6  | 16  |
| 4.º | Alemanha Ocidental | 6   | 5 | 3 | 0 | 2 | 19 | 14 | 5   |
| 5.º | França             | 2   | 5 | 1 | 0 | 4 | 6  | 15 | -9  |
| 6.º | Dinamarca          | 0   | 5 | 0 | 0 | 5 | 6  | 44 | -38 |

| CI. | Equipa             | Pts | J | V | E | D | GM | GS | DG  |
| --- | ------------------ | --- | - | - | - | - | -- | -- | --- |
| 1.º | Itália             | 9   | 5 | 4 | 1 | 0 | 26 | 8  | 18  |
| 2.º | Suíça              | 7   | 5 | 3 | 1 | 1 | 16 | 8  | 8   |
| 3.º | Bélgica            | 6   | 5 | 3 | 0 | 2 | 22 | 6  | 16  |
| 4.º | Alemanha Ocidental | 6   | 5 | 3 | 0 | 2 | 19 | 14 | 5   |
| 5.º | França             | 2   | 5 | 1 | 0 | 4 | 6  | 15 | -9  |
| 6.º | Dinamarca          | 0   | 5 | 0 | 0 | 5 | 6  | 44 | -38 |

## Fase final

### 5.º-12.º lugar
| CI.  | Vencedor           | Resultado | Vencido    | CI.  |
| ---- | ------------------ | --------- | ---------- | ---- |
| 11.º | Irlanda            | 5-1       | Dinamarca  | 12.º |
| 9.º  | França             | 1-1       | Brasil     | 10.º |
| 7.º  | Alemanha Ocidental | 4-1       | Holanda    | 8.º  |
| 5.º  | Bélgica            | 2-1       | Inglaterra | 6.º  |

### Apuramento Campeão
|          | Itália | Portugal | Espanha | Suíça |
| -------- | ------ | -------- | ------- | ----- |
| Itália   |        | 3-0      | 1-0     | 4-2   |
| Portugal |        |          | 2-1     | 6-1   |
| Espanha  |        |          |         | 1-0   |
| Suíça    |        |          |         |       |

| CI. | Equip    | Pts | J | V | E | D | GM | GS | DG |
| --- | -------- | --- | - | - | - | - | -- | -- | -- |
| 1.º | Itália   | 6   | 3 | 3 | 0 | 0 | 8  | 2  | 6  |
| 2.º | Portugal | 4   | 3 | 2 | 0 | 1 | 8  | 5  | 3  |
| 3.º | Espanha  | 2   | 3 | 1 | 0 | 2 | 3  | 4  | -1 |
| 4.º | Suíça    | 0   | 3 | 0 | 0 | 3 | 3  | 11 | -8 |

## Classificação final
| Lugar | Seleção            | J | V | E | D | GM | GS | Dif. |
| ----- | ------------------ | - | - | - | - | -- | -- | ---- |
|       | Itália             | 8 | 7 | 1 | 0 | 34 | 10 | +24  |
|       | Portugal           | 9 | 7 | 1 | 1 | 41 | 9  | +32  |
|       | Espanha            | 9 | 5 | 2 | 2 | 37 | 9  | +28  |
| 4     | Suíça              | 8 | 3 | 1 | 4 | 19 | 19 | 0    |
| 5     | Bélgica            | 6 | 4 | 0 | 2 | 28 | 8  | +20  |
| 6     | Inglaterra         | 7 | 4 | 0 | 3 | 33 | 15 | +18  |
| 7     | Alemanha Ocidental | 6 | 4 | 0 | 2 | 23 | 15 | +8   |
| 8     | Holanda            | 7 | 3 | 1 | 3 | 23 | 22 | +1   |
| 9     | França             | 6 | 1 | 1 | 4 | 7  | 16 | -9   |
| 10    | Brasil             | 7 | 1 | 2 | 4 | 12 | 33 | -21  |
| 11    | Irlanda            | 7 | 2 | 1 | 4 | 13 | 39 | -21  |
| 12    | Dinamarca          | 6 | 0 | 0 | 6 | 7  | 49 | -42  |
| 13    | Egito              | 6 | 0 | 0 | 6 | 9  | 39 | -30  |

| Campeões Mundiais 1953 |
| ---------------------- |
| Itália                 |
| ITÁLIA 1.º Título      |

| Campeões Europeus 1953 |
| ---------------------- |
| Itália                 |
| ITÁLIA 1.º Título      |